# Hyposmocoma alveata
Hyposmocoma alveata là một loài bướm đêm thuộc họ Cosmopterigidae. Nó là loài đặc hữu của Oahu. Loài địa phương ở núi Koolau.